# De iure belli
Il De iure belli (Il diritto della guerra) è un'opera di Alberico Gentili, giurista italiano considerato uno dei "padri fondatori del diritto internazionale", composta nel 1598. L'opera è stata fonte d'ispirazione per il De iure belli ac pacis di Ugo Grozio: Thomas Erskine Holland dimostrò che Grozio, per la composizione della sua opera, prese molte delle idee di Alberico e le inserì nel suo scritto.
La struttura si divide in tre libri, ricoprendo un ruolo fondamentale nello sviluppo del diritto moderno e nella genesi della disciplina. Può essere considerata un'opera "classica" del rinascimento italiano.

## Contenuto
Il contenuto dell'opera mostra le posizioni e i pensieri del Gentili sulla guerra, sulla tolleranza religiosa, sulla giustizia, diversità culturale e sulla pace:
- nel primo libro esamina la guerra e le sue cause (divine e naturali), concludendo che una guerra deve nascere per una causa onesta,
- nel secondo libro tratta della giustizia della guerra, dei protagonisti (truppe, strategie, ostaggi, ecc.) e del rispetto verso le donne, i fanciulli e i cadaveri,
- nel terzo libro dimostra il fine della guerra, ovvero la pace, trattando delle regole da seguire.

Riguardo ai contenuti espressi da Alberico, Angelo Vardarnini scrive:
Nel quinto capitolo del libro primo libro, Alberico criticherà duramente il pensiero di Erasmo da Rotterdam, definendolo come un modo di ragionare infantile e frutto del pregiudizio nutrito dallo stesso lettore, mentre nel sesto riprenderà quello di Baldo degli Ubaldi, sostenendo però che non è necessario che una delle parti belligeranti sia nel torto per sostenere una guerra.
Riguardo alle guerre ritenute giuste dai fedeli della fede cattolica, il Gentili sostiene il rifiuto dei missionari e della fede cristiana non sarebbero cause giuste per iniziare una guerra, prendendo come esempio (cap. XXV, I libro) la conquista del Nuovo Mondo.